# 大和民族を中核とする世界政策の検討
『大和民族を中核とする世界政策の検討』（やまとみんぞくをちゅうかくとするせかいせいさくのけんとう）は、1943年7月1日付で日本の厚生省研究所人口民族部（現・国立社会保障・人口問題研究所）が作成した報告書である。
3分冊3,137ページから成る報告書は、『戦争の人口に及ぼす影響』の続編として特に民族人口政策の見地から編纂され、主に人種理論を扱い、第二次世界大戦中の他民族観の基礎や日本占領統治下のアジアの展望を論じている。
極秘文書として作成され、100部しか刷られなかったことや、戦争遂行に目立った影響を与えなかったことから久しく忘却されていたが、1986年に歴史学者ジョン・ダワーが著書 War without Mercy: Race and Power in the Pacific War （邦訳『人種偏見―太平洋戦争に見る日米摩擦の底流』、改題『容赦なき戦争―太平洋戦争における人種差別』）で史料として用いたため、広く知られることとなった。
1981年、文生書院から全6巻で復刻され、同じく復刻した『戦争の人口に及ぼす影響』2巻とともに刊行されている。

## 内容

### 領土拡大の論拠
文書は論文形式で綴られており、プラトン、アリストテレスからカール・ハウスホーファー等の近代ドイツ社会学者に至る西洋哲学の人種観を概括している。人種主義、国家主義と帝国主義的資本主義の関連についても触れており、結論としては日本の領土拡大が軍事的・経済的安定のみならず人種意識の保全にも欠かせないことがイギリスやドイツの資料を引きつつ述べられている。また、多世代を通じた他文化圏の文化的同化政策にも言及している。

### 大和民族の生存圏確保と植民政策
当時公的に唱えられていた大東亜共栄圏概念と一致する箇所もあるが、本報告書の大部分はドイツの国家社会主義の人種・政治・経済理論に拠っており、「ユダヤ問題」への言及があるほか、反ユダヤ主義的な風刺画なども含まれている（実際には当時の日本にはユダヤ人はほとんど存在しない）。論者はニュージーランドおよびオーストラリアを含めた東半球の大部分について、1950年頃の人口見込みを勘案しつつ、その植民地化について「大和民族の生存圏の確保」との論拠を与えている。これはナチスの「生存圏」概念を明確に反映した理論である。

### 人種的優越
一方、アジア諸民族を日本が統治するという「公平なる不平等」の正当化について、本報告書は儒教と家族のメタファーを用いて立論しており、これはナチスのイデオロギーとは異質である。家族の如く調和と互恵関係をもつとしながらも日本人を人種的に優越する種族として明確なヒエラルキーを設け、日本人はアジア諸民族の家長として「永遠に」アジアを統治する使命があるとする。日本人が世界の諸民族を率いる存在となるか否かについては明確な結論を述べていない。

### 大和民族
福岡県立大学の岡本雅享は、この報告書の第三分冊第6篇第1章4節が「大和民族の成立」と銘打つが、本文には「大和民族」という用語は登場せず、同節第3款では「大和民族文化の確立」と銘打つが、何が大和民族の文化なのか全く説明がなく、「大和民族という言葉は、誰が大和民族で、何が大和民族の文化で、何が大和民族の言語で、何が大和民族の宗教なのか、内実をはっきりさせないまま、飛び交っていたとしか思えない。」とし、「ただし、第6篇第1章4節の第1款「日本民族の系統に関する諸説」では、「日本民族を以て単一人種構成を持ったものでないとする点……は何人と雖も異論のない事実であろう。われわれ日本人は体質的にも文化的にも極めて複雑な構成を有して居る」（2202頁）という執筆者の見解が記されている。」とする。

## 書誌
- 原書は国立国会図書館と国立社会保障・人口問題研究所に収蔵されており、第2分册、第3分册は国立国会図書館デジタルアーカイブで、全冊のPDFが国立社会保障・人口問題研究所のホームページで公開されている。
  - 『大和民族を中核とする世界政策の檢討―特に民族人口政策を中心として』
    - 第1分册、厚生大臣官房總務課、1943年7月
    - 第2分册、厚生大臣官房總務課[注釈 2]、1943年7月
    - 第3分册、厚生大臣官房總務課、1943年7月

- 1981年に文生書院から復刻版が出版されている。
  - 厚生省研究所人口民族部原編『民族人口政策研究資料―戦時下に於ける厚生省研究部人口民族部資料』、文生書院、1981年12月-1982年2月
    - 第1巻「戦争の人口に及ぼす影響 其1」
    - 第2巻「戦争の人口に及ぼす影響 其2」
    - 第3巻「大和民族を中核とする世界政策の検討 其1」
    - 第4巻「大和民族を中核とする世界政策の検討 其2」
    - 第5巻「大和民族を中核とする世界政策の検討 其3」
    - 第6巻「大和民族を中核とする世界政策の検討 其4」
    - 第7巻「大和民族を中核とする世界政策の検討 其5」
    - 第8巻「大和民族を中核とする世界政策の検討 其6」

## デジタル化資料
- 国立国会図書館
  - 『大和民族を中核とする世界政策の檢討 : 特に民族人口政策を中心として. 第2分册』 - 国立国会図書館デジタルコレクション
  - 『大和民族を中核とする世界政策の檢討 : 特に民族人口政策を中心として. 第3分册』 - 国立国会図書館デジタルコレクション
- 戦前・戦中の主要刊行物｜国立社会保障・人口問題研究所
  - 大和民族を中核とする世界政策の檢討－特に民族人口政策を中心として－（第一分冊）
  - 大和民族を中核とする世界政策の檢討－特に民族人口政策を中心として－（第二分冊）
  - 大和民族を中核とする世界政策の檢討－特に民族人口政策を中心として－（第三分冊）